# اندیس رباط سلطان
رباط سلطان یک اندیس مصالح ساختمانی است که در حوالی شهر صح استان اصفهان قرار دارد و مادهٔ معدنی موجود در آن، سنگ لاشه آهکی است.  